# هيزل سامبسون
هيزل سامبسون (بالإنجليزية: Hazel Sampson)‏ هي لغوية أمريكية، ولدت في 26 مايو 1910 في Jamestown, Washington ‏ في الولايات المتحدة، وتوفيت في 4 فبراير 2014 في بورت أنجلوس في الولايات المتحدة.